# كريس ستاتلاندر
كريس ستاتلاندر (بالإنجليزية: Kris Statlander)‏ (من مواليد 7 أغسطس 1995 في ويست إسليب، الولايات المتحدة) هي مصارعة أمريكية محترفة.

## روابط خارجية
- كريس ستاتلاندر على موقع WrestlingData.com (الإنجليزية)
- كريس ستاتلاندر على موقع CageMatch worker (الإنجليزية)
- كريس ستاتلاندر على موقع قاعدة بيانات المصارعة على الإنترنت (الإنجليزية)
- كريس ستاتلاندر على موقع عالم المصارعة على الإنترنت (الإنجليزية)